# Eusirus propeperdentatus
Eusirus propeperdentatus is een vlokreeftensoort uit de familie van de Eusiridae. De wetenschappelijke naam van de soort is voor het eerst geldig gepubliceerd in 1979 door Andres.